# St. Johannes der Täufer (Momberg)

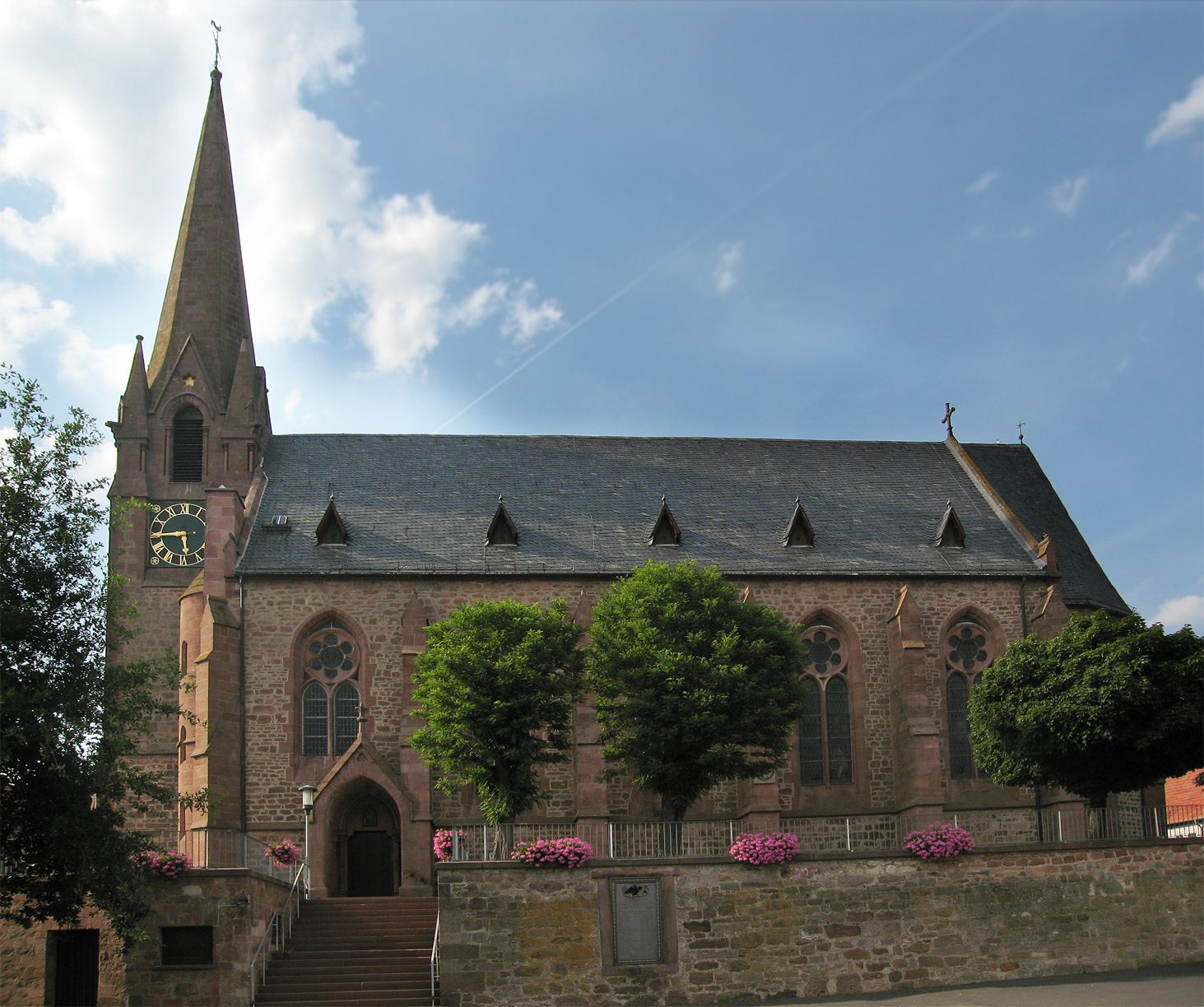
St. Johannes der Täufer in Momberg

Die römisch-katholische Pfarrkirche St. Johannes der Täufer ist ein denkmalgeschütztes Kirchengebäude, das in Momberg steht, einem Stadtteil von Neustadt (Hessen) im Landkreis Marburg-Biedenkopf. Die Kirchengemeinde gehört zum Pastoralverbund Maria Bild Stadtallendorf-Neustadt im Dekanat Marburg-Amöneburg des Bistums Fulda.

## Beschreibung
Die neugotische Saalkirche, deren Formen an der Frühgotik orientiert sind, wurde nach einem im Jahre 1863 entstandenen Entwurf von Georg Gottlob Ungewitter 1867–1870 durch Carl Schäfer ausgeführt. Das Kirchenschiff hat fünf Joche, den Kirchturm im Westen und den eingezogenen, dreiseitig abgeschlossenen Chor im Osten. Die Wände sind aus Bruchsteinen, deren Strebepfeiler, ebenso der Treppenturm und der achtseitige, spitze Helm des Kirchturms sind aus Quadermauerwerk. Das schiefergedeckte Satteldach des Kirchenschiffs hat Dachgauben. 
Der weiträumige Innenraum ist mit einem zehnteiligen, tief ansetzenden Kreuzrippengewölbe überspannt. Eine Statue des Johannes, des Schutzherrn, steht rechts vom Altar, direkt hinter einem alten Taufbecken. 
Die Orgel mit 15 Registern, zwei Manualen und Pedal wurde 1869 von Jakob Vogt gebaut.